# Manuel Braun
Manuel Braun (* 10. März 2005 in Braunschweig) ist ein deutscher Fußballspieler, der als linker Verteidiger bei Hannover 96 II unter Vertrag steht.

## Karriere

### Verein
Braun spielte im Nachwuchsbereich des VfL Wolfsburg, aufgrund seiner Leistungen unterschrieb Braun 2023 einen Profivertrag bei Wolfsburg. Im Sommer 2024 kam er in der Saisonvorbereitung in einigen Freundschaftsspielen zum Einsatz, da ihm der Wolfsburger Trainer Ralph Hasenhüttl keine regelmäßige Einsatzzeit zusichern konnte, wurde Braun Anfang September für die Saison 2024/25 an den SV Waldhof Mannheim in die 3. Liga verliehen. Nach seinem Pflichtspieldebüt im badischen Landespokal fiel er Mitte September mit einem Muskelfaserriss mehrere Wochen aus und kam erst Ende November erstmals für Waldhof Mannheim in der 3. Liga zum Einsatz. Im Anschluss an die Leihsaison verließ er auch seinen Stammverein in Wolfsburg. Daraufhin wechselte er zur zweiten Mannschaft von Hannover 96.

### Nationalmannschaft
Unter Trainer Christian Wörns wurde Braun erstmals mit 17 Jahren in die deutsche U18-Nationalmannschaft berufen und debütierte am 25. November 2022 in einem Freundschaftsspiel gegen Tschechien. In der U19-Nationalmannschaft kam er am 22. Juni 2024 bei einer 1:5-Niederlage gegen Dänemark zum Einsatz.